# چغاله‌بادام

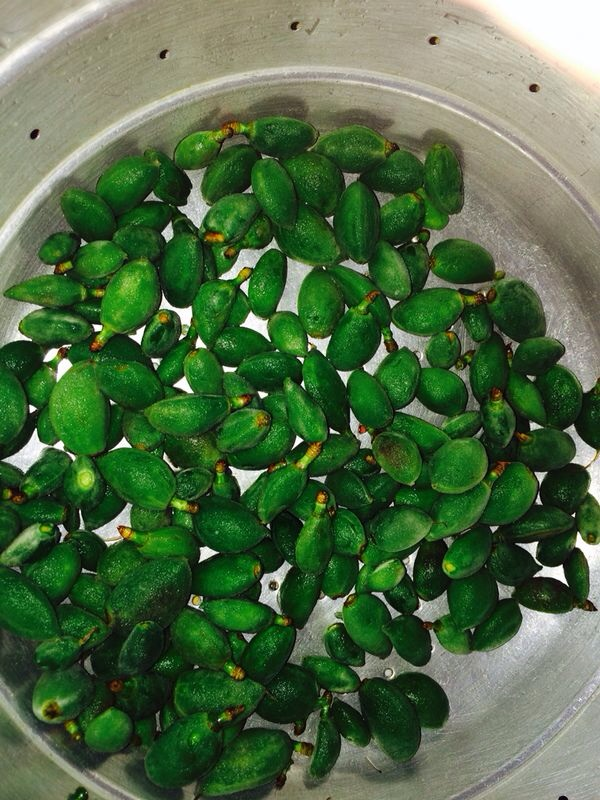
چغاله بادام شهرستان داریون-شیراز منطقه کشاورزی داریون

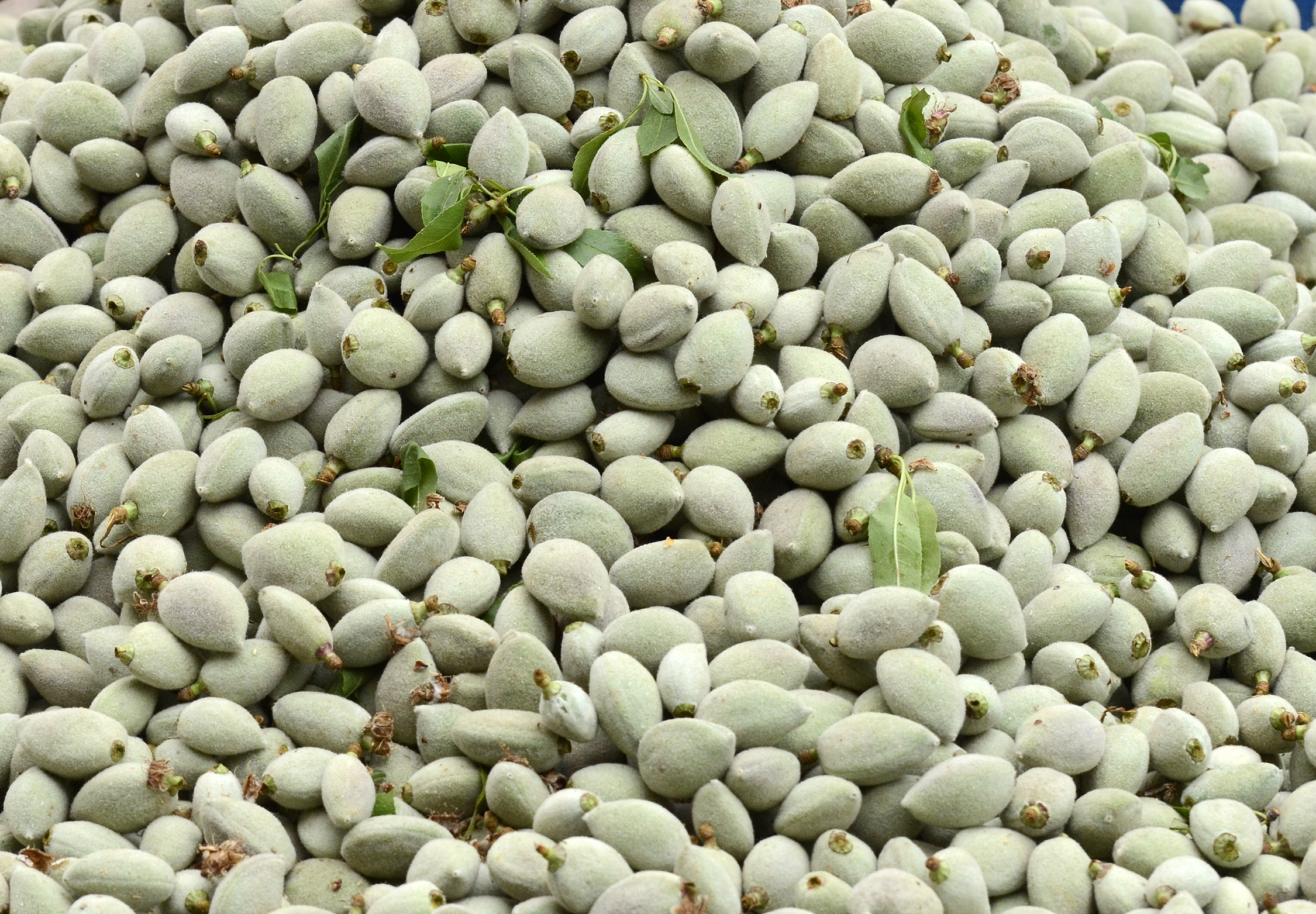

چغاله بادام میوهٔ درخت بادام در ابتدای رویش است که تا حدودی سفت بوده و قشر خارجی آن سبزرنگ و پوشیده از کرک ظریفی می‌باشد. در داخل آن نیز روکشی قرار دارد که سفید و نرم بوده و مغز آبکی و نازک بادام را در خود نگهداری می‌کند. به مرور پوسته‌های رویی و داخلی بادام
سخت‌تر شده و مغز بادام نیز شکل نهایی خود را می‌یابد. از زمانی که میوه جوان است و هنوز رشد کامل نکرده و کال است، به آن چغاله بادام گفته می‌شود. این خوراکی فقط در ابتدای فصل بهار در دسترس است، اگر آن را تا تابستان بگذاریم و بماند همان چغاله بادام می‌ماند